# Reprezentacja Holandii w futsalu mężczyzn
Reprezentacja Holandii w futsalu – zespół futsalowy, biorący udział w imieniu Holandii w meczach i sportowych imprezach międzynarodowych, powoływany przez selekcjonera, w którym mogą występować wyłącznie zawodnicy posiadający obywatelstwo holenderskie. Za jego funkcjonowanie odpowiedzialny jest Koninklijke Nederlandse Voetbal Bond.

## Udział w mistrzostwach świata
- 1989 – 2. miejsce
- 1992 – 2. runda
- 1996 – 2. runda
- 2000 – 2. runda
- 2004 – Nie zakwalifikowała się
- 2008 – Nie zakwalifikowała się
- 2012 – Nie zakwalifikowała się
- 2016 – Nie zakwalifikowała się

## Udział w mistrzostwach Europy
- 1996 – 6. miejsce
- 1999 – 4. miejsce
- 2001 – 1. runda
- 2003 – Nie zakwalifikowała się
- 2005 – '1. runda
- 2007 – Nie zakwalifikowała się
- 2010 – Nie zakwalifikowała się
- 2012 – Nie zakwalifikowała się
- 2014 – 1. runda